# Хартиени цветя
„Хартиени цветя“ (на хинди: कागज़ के फूल) е индийски мюзикъл от 1959 година.

## Сюжет
Известния филмов режисьор Суреш Синха (Гуру Дут) преживява тежък период. Бракът му с неговата съпруга Бина (Веена) се разпада, защото нейната заможна фамилия не вижда в неговата професия висок социален статус. На него му е отказано и да вижда дъщеря си, Пами (Бейби Нааз), която е изпратена в частно училище в Дехрадун.
В една дъждовна вечер, Синха среща една жена, Шанти (Вахида Рахман) и дава палтото си. На следващия ден, тя отива във филмовото студио за да му върне палтото, неподозирайки, че се движи пред работеща камера. След като преглежда заснетия материал, Синха разпознава в нейно лице потенциална бъдеща звезда и я поканва на кастинг за новия си филм. Шанти се превръща в звезда. Тя и Синха, двама самотни хора, заживяват заедно. Тяхната връзка се превръща в разгорещен дебат из клюкарските вестници, в резултат на което съучениците започват да подиграват Пами. Тя отива при Шанти и я моли да напусне живота на баща и, за да може да се даде още един шанс на брака на нейните родители. Разтроена от срещата си с Пами, Шанти зарязва кариерата си и отива в малко село за да работи като детска учителка. Пами преоткрива съвместния си живот със своя баща, който се бори в съда, за да придобие права над нея, но губи делото, и Пами трябва да остане при майка си. Загубил едновременно Шанти и дъщеря си, Синха посяга към алкохола, а кариерата му тръгва стремително надолу. Междувременно, Шанти се връща към кариерата си на актриса, защото все още има действащ контракт със студиото. Тя убеждава продуцента да върне на работа Синха, но неговото его не му позволява да приеме звездния статут на Шанти. Синха умира като самотен и забравен мъж върху режисьорския стол в празно филмово студио.

## В ролите
- Вахида Рахман като Шанти
- Гуру Дут като Суреш Синха
- Бейби Нааз като Прамила „Пами“ Синха
- Джони Уолкър като Роки
- Махеш Каул като Рей Бахадур Верма, бащата на Бина
- Пратима Деви като мисис Верма, майката на Бина
- Веена като Бима Синха
- Мину Мумтаз като ветеринаря
- Тун Тун като телефонната операторка

## Награди
- Награда Филмфеър за най-добра операторска работа на В. К. Мърти от 1960 година.
- Награда Филмфеър за най-добър художествен директор на черно- бял филм на М. Р. Ачарекар от 1960 година.